# Schloss Etzelsdorf

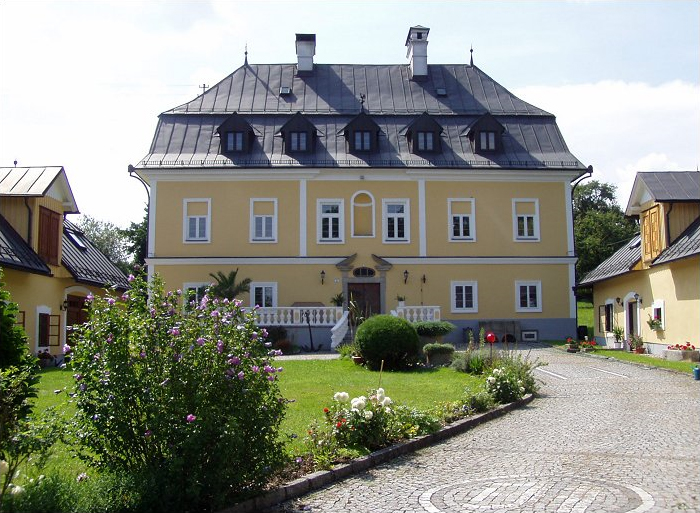
Schloss Etzelsdorf (2007)

Das Schloss Etzelsdorf ist ein am westlichen Ortsrand des oberösterreichischen Ortes Pichl bei Wels liegender Schlossbau im Stile der Renaissance. Das Bauwerk wurde im 17. Jahrhundert in der Nähe einer älteren Anlage errichtet, die in ihren Anfängen auf das 12. Jahrhundert zurückgeht.

## Beschreibung

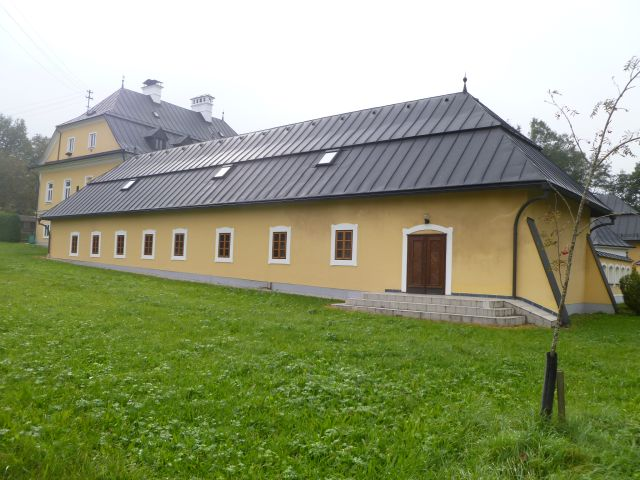
Seitenflügel

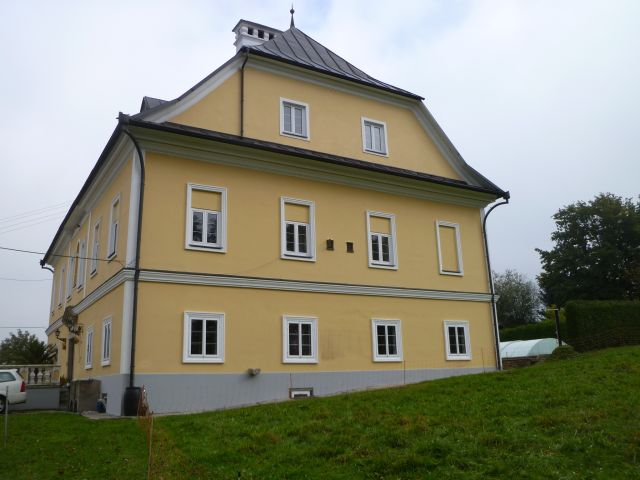
Seitenansicht

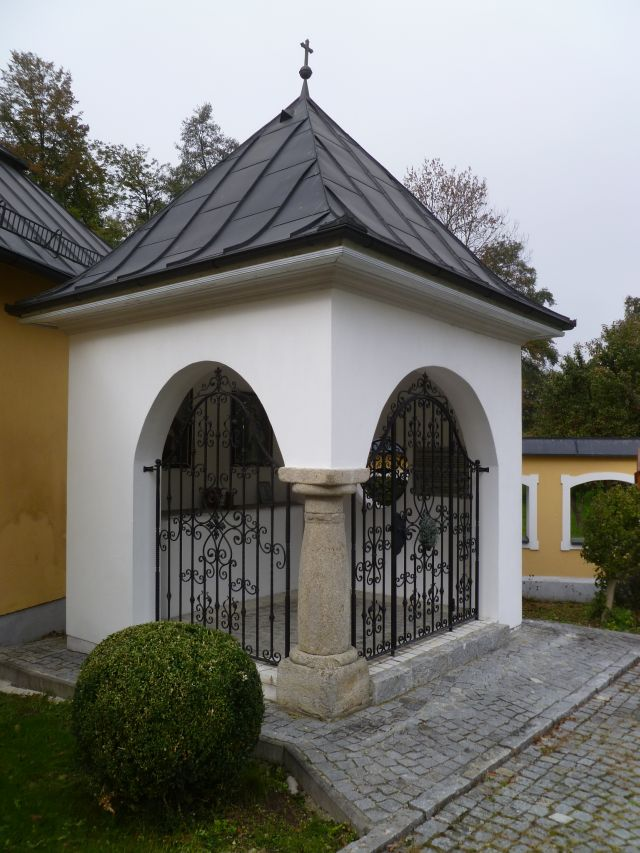
Schlosskapelle von 1996

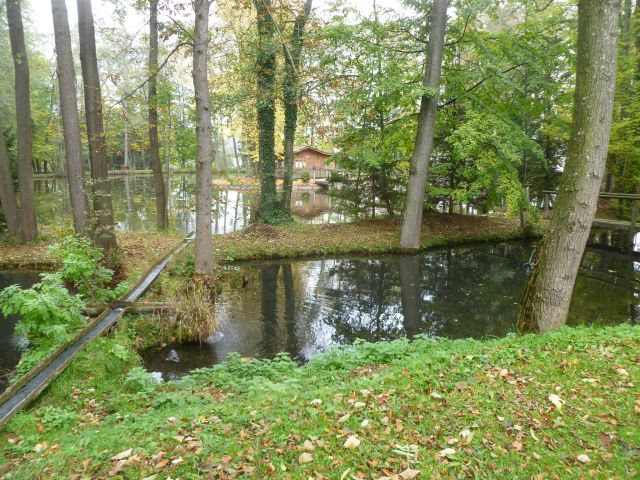
Teichanlage

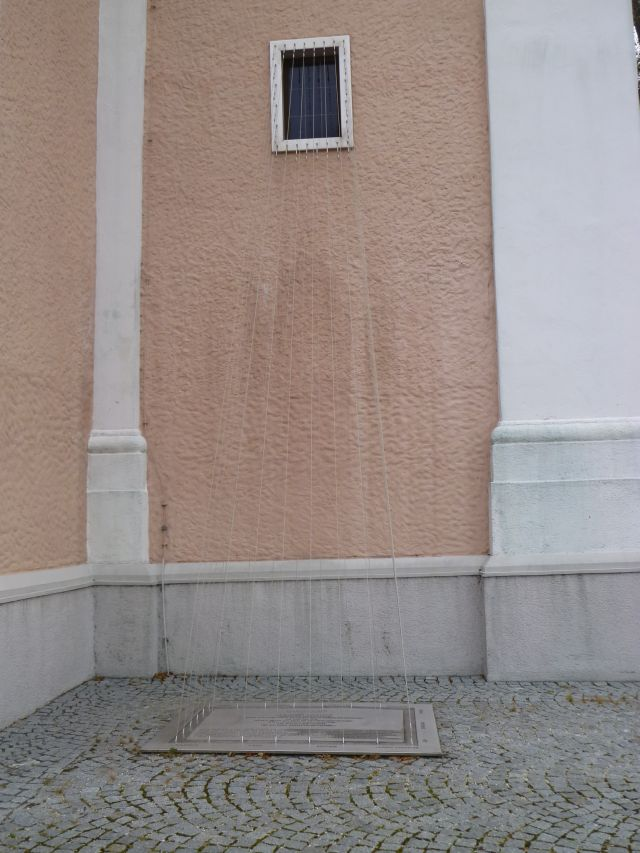
Denkmal für die Kinder von Etzelsdorf an der Pfarrkirche von Pichl

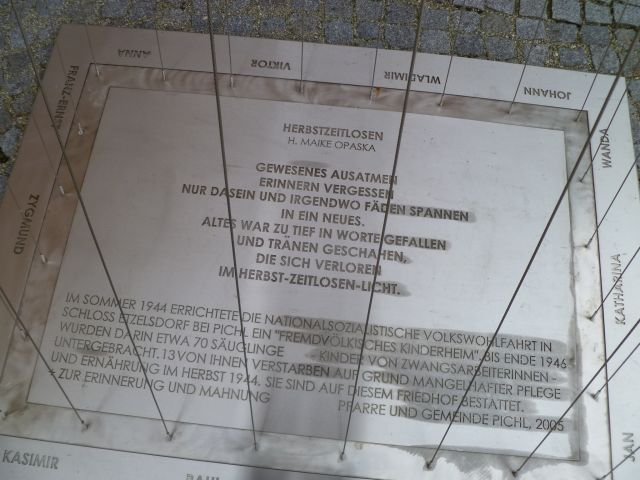
Bodenplatte des Denkmals

Der prächtige zweigeschoßige Renaissancebau ist von einem breit ausladenden Schopfwalmdach bedeckt. Flankiert wird das Schloss durch zwei freistehende Wirtschaftsgebäude, wodurch der Hof hufeisenförmig eingeschlossen wird. Die einfache Fassade wird durch ein an der Dachunterkante umlaufendes Stuckoband verziert. Die Fenster auf der Rückseite haben im ersten Stockwerk schmiedeeiserne Außenkörbe. Der Eingang führt in eine steingepflasterte Diele, von der aus die Räumlichkeiten des Erdgeschoßes und (über eine Gangtreppe) die des Obergeschoßes zugänglich sind.

## Geschichte

### Geschichte des Schlosses
Die genaue Erbauungszeit von Schloss Etzelsdorf ist unbekannt. Der Vorgängerbau befand sich hinter dem heutigen Schloss und der Innbachtalstraße. Hier findet man in der Mitte eines Rundteichs, der mit einem Wall umschlossen und von einem Graben mit fließendem Wasser umgeben ist, eine kreisförmige und mit Laubbäumen bestandene Insel; darauf hatte der ursprüngliche Sitz Etzelsdorf gestanden. In einem Bericht über die landesfürstlichen Lehen von 1558 wird Etzelsdorf beschrieben als „ödes Purckstall und gar nichts darauf, hat einen doppelten Wassergraben um sich, aber kein Wasser darin“; ebenso geht daraus hervor, dass der alte Sitz vermutlich um 1551 durch einen Brand abgegangen ist.
Im 14. Jahrhundert wurde zuerst der Pfleger Niklas der Eczelstorfferer genannt, der zugleich der Pfleger von Schloss Tollet war. 1377 wurde der „ehrbar Knecht“ Niklas der Eczelstorfferer Pfleger von Pernstein, 1379 bezeugten Niklas Eczelstorfferer und sein Schwiegersohn Hans Jörger eine Schenkung der Seelinger an Kloster Lambach. Durch Heirat kam das Gut an den Kaspar Jörger. Ab 1430 war das Schloss im Besitz der Struz, 1558 wurde erneut ein Jörger erwähnt. 1563 kam es nach einem langen Erbstreit an Erasmus von Gera, 1590 an Engel von Wagrain. 1600 kaufte den Vorgängerbau des heutigen Schlosses ein Josef Krenner. Nachfolger wurden die Seeauer, die es 1625 an die Schmidtauer von Oberwallsee verkauften. 1626 brannte das Schloss im Bauernkrieg nach einer Plünderung ab. Christoph Schmidtauer († 1722) ließ das alte Schloss abtragen und in der heutigen Gestalt wieder aufbauen. Weitere Besitzer waren Carl Anton Schmidtauer, 1805 Josef Franz Schmidtauer, 1832 Karl Schmidtauer und letztlich 1894 Rosa von Schmidtauer. 1901 kam Etzelsdorf an die Reichsedle Anna von Unkrechtsberg († 1929).
Diese vererbte das Schloss mit den umliegenden Besitzungen an ihre langjährige Köchin Josefa Pühringer († 1946), die wegen ihres fortgeschrittenen Alters das Schloss gleich an ihre Tochter Maria (verheiratete Nöbauer) weitergab († 1966). Der Ehemann von Maria, Ignaz Nöbauer († 1957), war durch einen Lottogewinn zu Reichtum gekommen. Die Ehe war aber nicht besonders glücklich, der Gatte stand im Verdacht, ein zwölfjähriges Mädchen vergewaltigt zu haben, auch mit einer Hausangestellten wurde ihm ein Verhältnis nachgesagt. Dies führte dazu, dass nach dem Einmarsch der deutschen Truppen seine Gattin ihn wegen Unzucht mit Minderjährigen anzeigte und er 1939 in das KZ Mauthausen eingeliefert wurde. Er überlebte diese Zeit als Funktionshäftling. Nach seiner Entlassung haben offensichtlich mehrmals ehemalige Häftlinge versucht, seiner habhaft zu werden, was ihnen aber nicht gelang. Nach dem Tod der Schlossbesitzerin wurde das Gut unter 13 Erben aufgeteilt. 1970 gelangte es in den Besitz einer Linzer Unternehmerfamilie. Offensichtlich hatten die neuen Besitzer Zweifel, ob sie das Schloss jemals renovieren könnten. So legte der Besitzer Hans Herbert Jeitschko das Gelübde ab, sollte das Schloss je renoviert sein, werde er eine Kapelle stiften. Diese Schlosskapelle wurde 1996 gebaut und ist im Eigentum von Ingrid Jeitschko. Gegenwärtiger Schlossbesitzer ist die Familie Jeitschko aus Linz. Das Schloss wird privat bewohnt, auf Anfrage ist der Innenhof zugänglich.

### Zeit des Nationalsozialismus
Im Sommer 1944 errichtete die Nationalsozialistische Volkswohlfahrt im Schloss Etzelsdorf ein „Fremdvölkisches Kinderheim“ unter der Bezeichnung Ausländerkinder-Pflegestätte. Hintergrund war die Tatsache, dass in der Zeit des Nationalsozialismus etwa 1,7 Millionen Frauen als Zwangsarbeiterinnen nach Deutschland verschleppt wurden und von diesen ein Teil schwanger wurde und Kinder zur Welt brachte. In der Regel wurden den Müttern die Kinder unmittelbar nach der Geburt weggenommen; die Vertreter des NS-Staates waren sich aber unschlüssig, was mit diesen Kindern zu geschehen habe. Diskutiert wurde sowohl deren Ermordung, als auch, sie später wieder zu Zwangsarbeitern zu machen oder zur Adoption freizugeben. Im Gau Oberdonau wurden solche Heime im Schloss Windern bei Desselbrunn, in Burgkirchen bei Mauerkirchen, in Schwanenstadt, in Braunau, in Klam bei Perg, in Weng bei Hofkirchen, im Lindenhof in Spital am Pyhrn, in Wilhelming bei Utzenaich und im Waldschloss Schardenberg eingerichtet.
Bis Ende 1946 waren hier Kinder von Zwangsarbeiterinnen untergebracht. Zumindest 13 dieser 39 Kinder starben aufgrund mangelhafter Pflege und Ernährung im Herbst 1944. Die Kinderschwestern hatten mit den Kindern nicht gesprochen, sodass diese auch keine Sprache entwickeln konnten; die Kinder waren in den Betten festgebunden und selbst Zweijährige konnten nach der Befreiung nicht laufen. Nach 1945 wurden einige Kinder an ihre Mütter zurückgegeben, wobei es auch zu Verwechslungen kam, da die Kinder nicht mit ihrem jeweiligen Namen angesprochen worden waren und zudem Namensbändchen nicht üblich gewesen waren. Die anderen Kinder wurden im Herbst 1946 an die tschechische Grenze gebracht, danach verliert sich deren Spur.

## Denkmal für die Kinder von Schloss Etzelsdorf
Zur Erinnerung an die 13 Säuglinge, die 1944 verstarben, wurde von der Künstlerin Bibiana Weber ein Denkmal gestaltet, das im Bereich des nordwestlichen Turmunterbaus der Pfarrkirche von Pichl errichtet und am 2. November 2005 eingeweiht wurde. Von einer Gedenkplatte auf dem Boden wurden von der Künstlerin 24 Seile aus Chrom-Nickel-Stahl zum unteren Turmfenster gespannt. Auf der Gedenkplatte ist das von der Künstlerin ausgewählte Gedicht „Herbstzeitlosen“ von H. Maike Opaska eingraviert:

„HERBSTZEITLOSEN

GEWESENES AUSATMEN

ERINNERN VERGESSEN

NUR DASEIN UND IRGENDWO FÄDEN SPANNEN

IN EIN NEUES.

ALTES WAR ZU TIEF IN WORTE GEFALLEN

UND TRÄNEN GESCHAHEN,

DIE SICH VERLOREN

IM HERBST-ZEITLOSEN-LICHT“

Am umlaufenden Rand der Gedenkplatte befinden sich die Namen der 13 damals namenlos begrabenen Kinder.